# NGC 6084
NGC 6084 је спирална галаксија у сазвежђу Херкул која се налази на NGC листи објеката дубоког неба.
Деклинација објекта је + 17° 45' 29" а ректасцензија 16h 14m 16,6s. Привидна величина (магнитуда) објекта NGC 6084 износи 14,1 а фотографска магнитуда 14,9. NGC 6084 је још познат и под ознакама UGC 10291, MCG 3-41-143, CGCG 108-168, NPM1G +17.0590, PGC 57575.